# Фаял
О́стрів Фая́л (порт. Ilha do Faial, МФА: [ˈi.ʎɐ du faj.ˈaɫ], «Буковий») — вулканічний острів у північній частині Атлантичного океану. Складова частина Азорського архіпелагу. Володіння Португалії, автономного регіону Азорські острови. Один із 9 заселених островів архіпелагу. На території острова розташований муніципалітет Орта. Разом із островами Грасіоза, Піку, Сан-Жорже та Терсейра належить до Центральної групи Азорських островів. Площа — 172,43 км². Населення — 15 063 осіб (2001).

## Назва
Назва острова українською мовою перекладається як «буковий ліс», проте місцеве населення часто називає острів «синім». Острів з його головним морським портом у місті Орті набули важливого стратегічого значення відразу після відкриття, — завдяки своєму вигідному географічному положенню він став проміжним пунктом на шляху між Америкою та Європою. Клімат острова є вологим (відносна вологість повітря тут майже завжди перевищує 79 %), з місячною температурою взимку — 13 °C, влітку — 22 °C.

## Загальні дані
Лежить у північній частині Атлантичного океану. Відокремлений від сусіднього острова Піку вузькою протокою завширшки трохи більше ніж 8 км, яку часто називають каналом Фаялу. Максимальна довжина острова сягає 21 км, ширина — 14, із загальною площею 172,43 км². Найвищою точкою є гора Кабесу-Горду (порт. Cabeço Gordo), висота якої сягає 1043 м над рівнем моря.

## Муніципалітети
- Орта

Усього на острові мешкає трохи більше ніж 15 тис. осіб (станом на 2001 рік). У місті Орта перебуває також регіональний парламент Азорського автономного регіону.

## Геоморфологія
П'ятикутний за формою, острів разом зі своїм сусідом Піку утворився внаслідок розлому літосферних плит, що проходить у зоні Центральної групи архіпелагу на віддалі близько 350 км. Утворений внаслідок вулканічних процесів, острів зконцентрований навколо кратера вулкана центрального типу. Усередині острова можна розгледіти кратер з майже вертикальними стінами у вигляді кола діаметром близько 2 км, що був утворений цим вулканом, який місцеве населення називає Калдейра. Дно кратера являє собою майже рівну поверхню з декількома невеличкими гірськими озерами і лежить на висоті приблизно 570 м над рівнем моря і 400 м нижче найвищої точки острова.

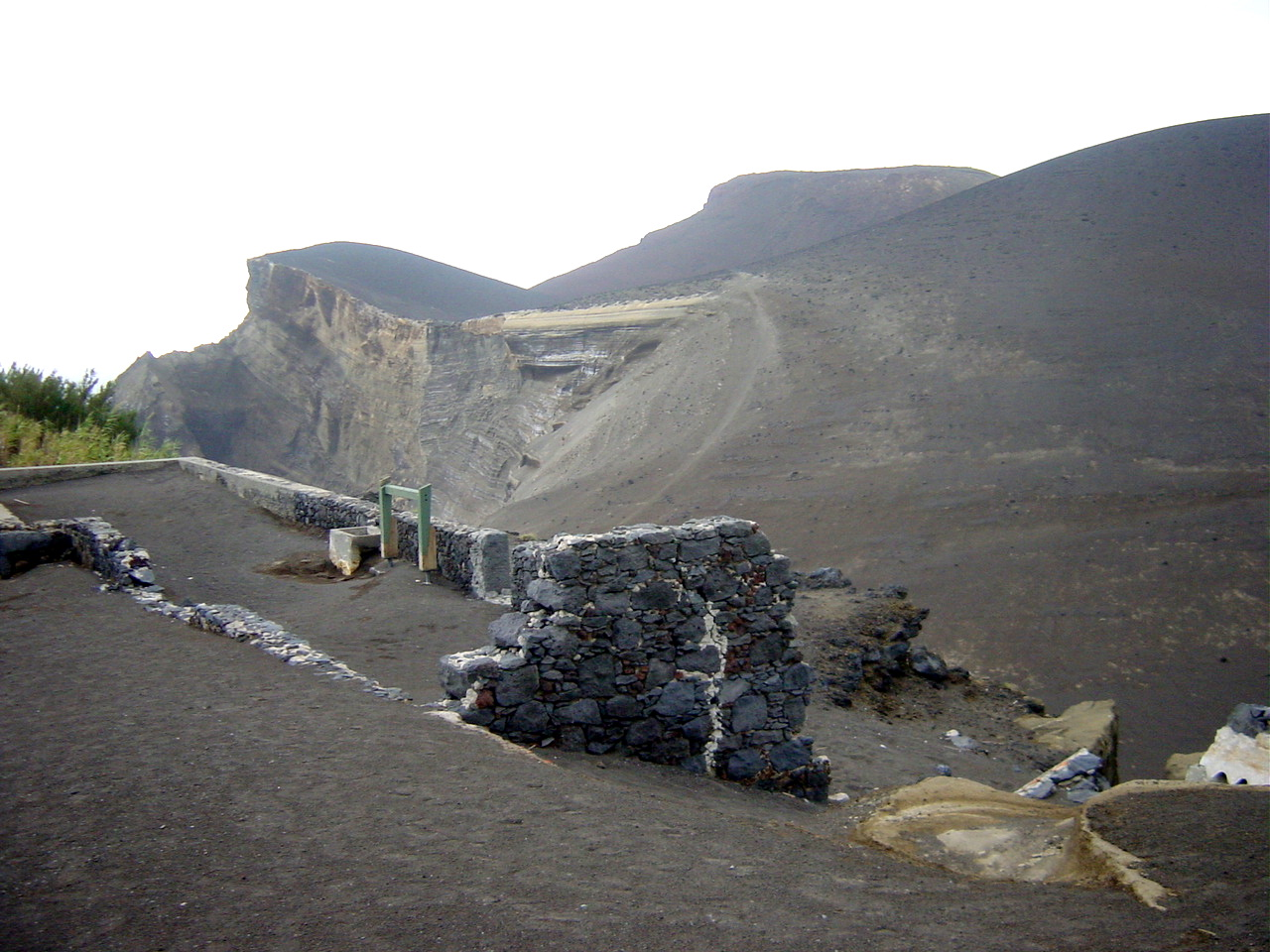
Типовий пейзаж місцевості неподалік вулкана Капеліньюш

Найнебезпечнішим для острівного населення є вулканічний комплекс Капелу з його потенційно активним вулканом Капеліньюш, що лежить у західній частині острова. Наприкінці 50-x років 20 століття вулкан діяв протягом майже 13 місяців з 27 вересня 1957 року по 24 жовтня 1958 року. Внаслідок його виверження загальна площа острова збільшилась майже на 2,5 км². Хоч загиблих і не було, але більшість будинків зруйновано, а близько половини місцевого населення муніципальних громад Капелу і Прая-ду-Норте під психологічним тиском емігрувало до Сполучених Штатів Америки, скориставшись затвердженою 2 вересня 1958 року американським урядом спеціальною постановою, в межах якої видали близько 1,5 тис. віз. Останній землетрус на острові стався 9 липня 1998 року, внаслідок якого постраждало багато будинків у західній частині острова.

## Економіка
У південній частина острова, що є більш рівнинною, розташований міжнародний аеропорт, на відстані 9,5 км від адміністративного центру Орти.
В економіці острова домінує м'ясомолочна промисловість. Сільськогосподарські угіддя займають 28 відсотків території острова. Вирощуються цитрусові, банани, зернові культури. Лісистість острова становить 16 %, що відповідає загальній площі деревостанів 645 га. Рибна ловля нині представлена головним чином виловом тунця, оскільки полювання на китів заборонене. З кожним роком туризм посідає дедалі важливіше місце в економіці острова, хоч і далі це сезонний вид зайнятості, — кінний спорт, екскурсії з показом дельфінів, кашалотів і китів, дайвінг і підводне фотографування, прогулянкові маршрути як углиб острова, так і морськими транспортними засобами. Передбачено також будівництво нової гавані та гольфового поля.

## Галерея зображень

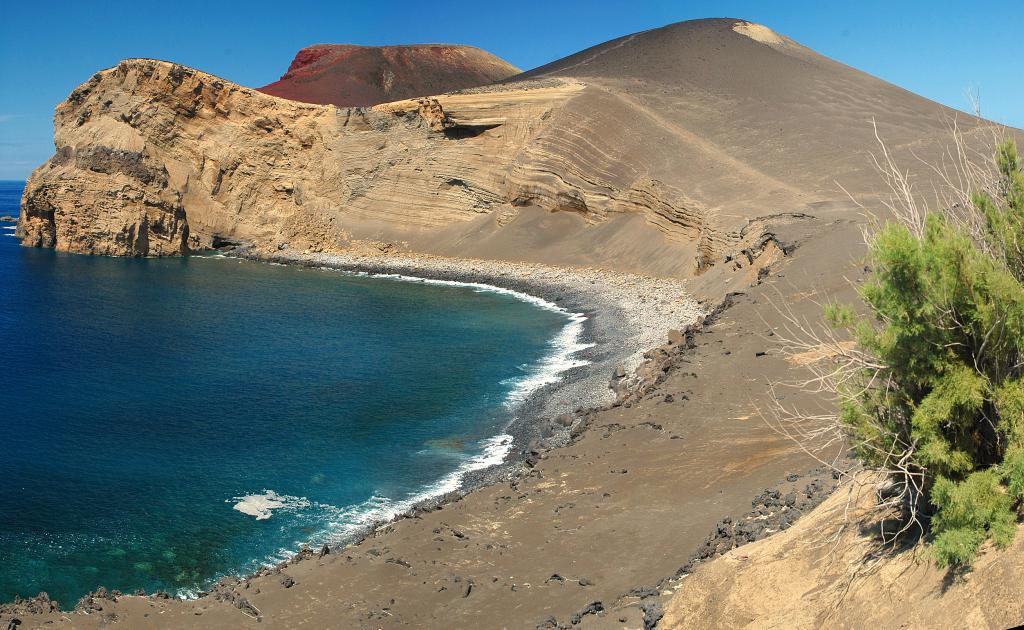
Сучасний вигляд вулкана Капеліньюш
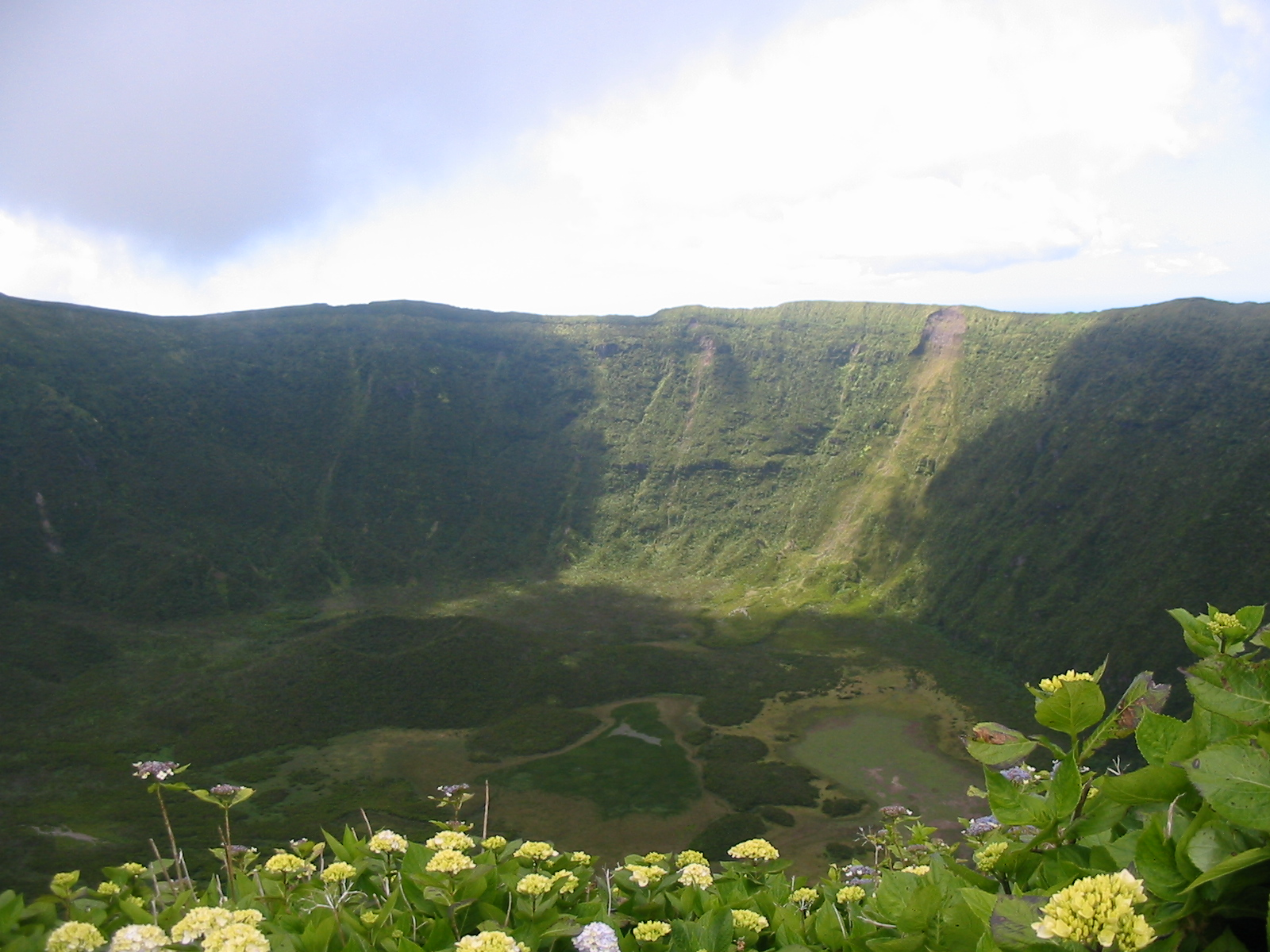
Вигляд внутрішньої частини острова
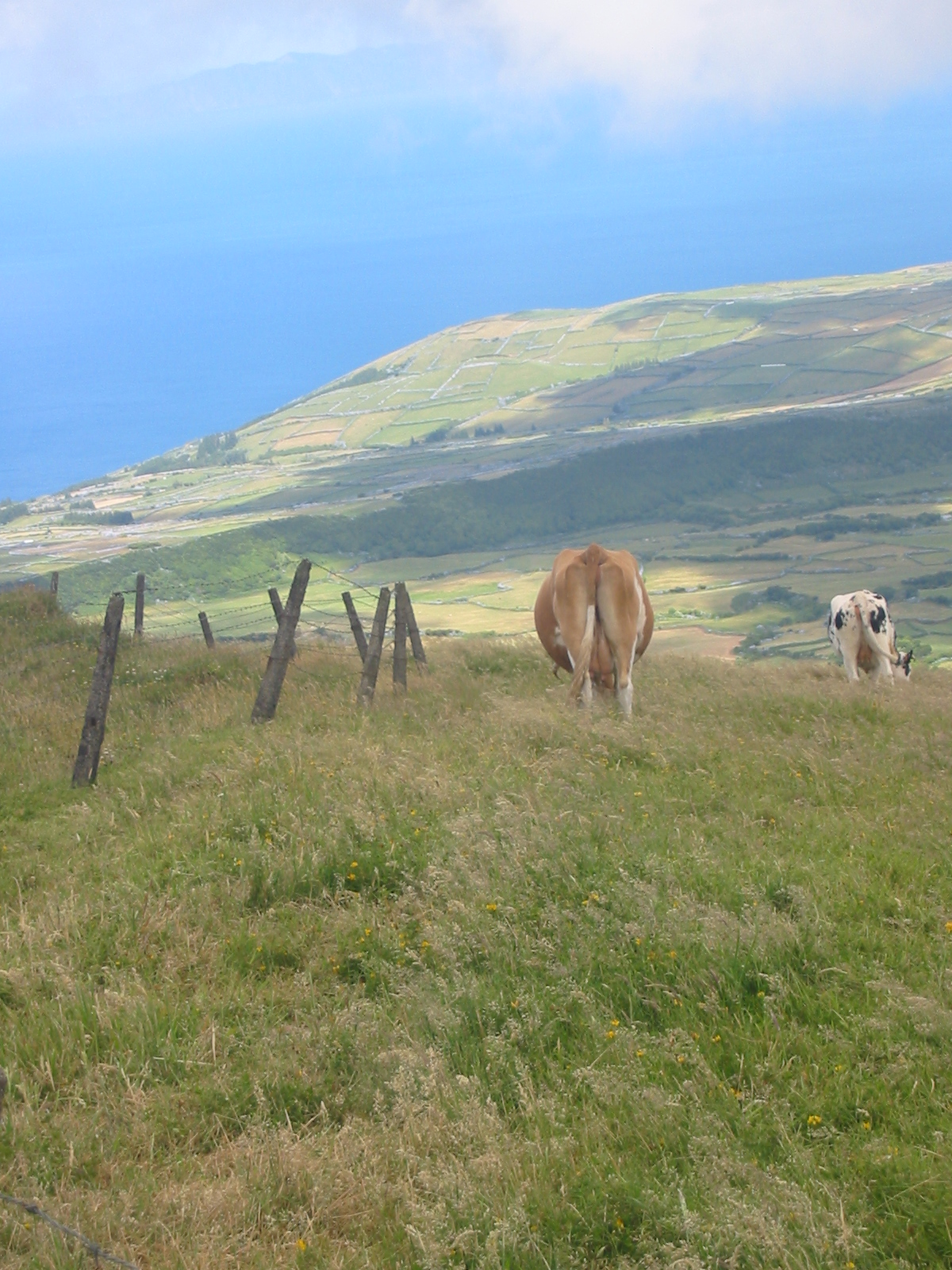
Нескінчені пасовища острова Фаял
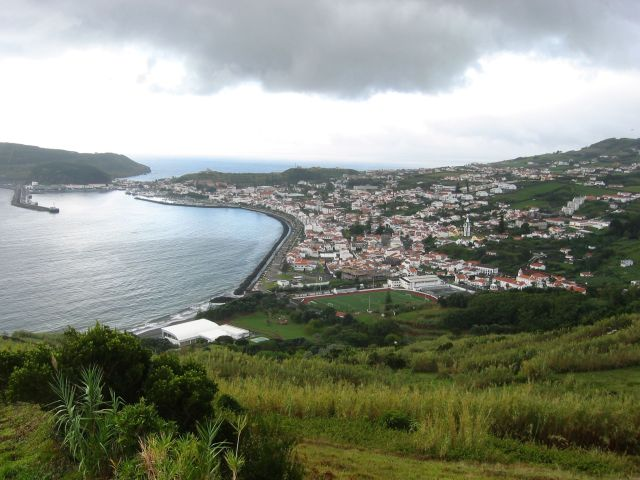
Панорама гавані міста Орти